# Jenga (torrente)
Jenga o Ienga (la Jenca a livello locale) è il nome di un torrente in provincia di Benevento che nasce dal massiccio del Taburno-Camposauro, solca la Valle Vitulanese e sfocia nel Calore Irpino.

## Geografia fisica
Sorge da due alture (Pretola e Serrotola) del massiccio del Taburno, nel territorio comunale di Tocco Caudio: i due torrenti Cauto (ad ovest) e Reviola (ad est) lambiscono il costone tufaceo su cui si trova il centro antico di Tocco, per poi riunirsi a formare il torrente. La Jenga si incontra con un altro torrente presso il bivio di Tocco nel territorio del comune di Cautano, passa nei pressi dell'abitato di Cacciano e attraversa le contrade Loreto, Menzogna e Sala (Cautano). Raggiunto il lembo di territorio del comune di Vitulano che separa Cautano da Foglianise, riceve le acque incostanti del vallone che segna il confine comunale tra Vitulano e Foglianise, per poi deviare il percorso verso sud-sud-est, fino alla località Sala (Foglianise), dove vi si immette lo Jerino e devia il percorso verso nord-est-est, segnando il confine meridionale del comune di Foglianise prima con la località di Ponterutto (Vitulano) e poi con il comune di Castelpoto, fino alla sua confluenza nel Calore.

## Storia
Il nome deriverebbe da giovenca. Sulla sponda destra del torrente, nella zona detta Mulinello o Cesco d'Oro al confine tra Vitulano e Foglianise su una roccia è scolpito il dio Silvano che guarda il torrente. Un'epigrafe del 236 d.C. riporta la dedica a Silvano Lusiano, con riferimento al gentilizio Lusianus. Sul lato sinistro del fondovalle del torrente, in comune di Foglianise, sono stati rinvenuti due insediamenti da scavi archeologici. Fino allo sviluppo economico del XX secolo attorno al torrente gravitava parte della vita della valle, tra cui una parte dell'economia legata alla molitura del grano.

## Le acque
Il torrente vive una storia pluridecennale di inquinamento e di uso come discarica abusiva di rifiuti urbani dalla popolazione, al 2019 ancora irrisolta, a cui si aggiunge la presenza di scarichi di acque reflue comunali e di impianti industriali.
L'agenzia regionale per la protezione ambientale della Campania, nell'ambito del Piano di Monitoraggio Fiumi, rileva le caratteristiche di inquinamento del torrente tramite due stazioni di monitoraggio (di sorveglianza ma non operativo), una a monte nel comune di Tocco Caudio (località Ripoli) ed una a valle nel comune di Castelpoto.
La confluenza del torrente nel Calore fa parte dell'Oasi della LIPU "Zone Umide Beneventane".

## Geografia antropica

### Comuni attraversati
La Jenga attraversa o lambisce i seguenti comuni:
- Tocco Caudio
- Cautano
- Vitulano
- Foglianise
- Castelpoto

### Infrastrutture
Il torrente è attraversato in più punti da strade e ponti a servizio del comprensorio della valle Vitulanese, tra cui le provinciali SP 109 Vitulanese I Tronco e SP 151 Castelpoto.